# Zyon McCollum
Zyon McCollum (Galveston, 3 maggio 1999) è un giocatore di football americano statunitense che milita nel ruolo di cornerback per i Tampa Bay Buccaneers della National Football League (NFL).

## Carriera

### Tampa Bay Buccaneers
Al college McCollum giocò a football alla Sam Houston State University. Fu scelto nel corso del quinto giro (157º assoluto) nel Draft NFL 2022 dai Tampa Bay Buccaneers. Nella sua stagione da rookie disputò 13 partite, 3 delle quali come titolare, con 24 tackle e e un passaggio deviato.

## Vita privata
McCollum è il gemello identico dell'altro giocatore della NFL Tristin McCollum e figlio dell'ex giocatore della NBA israeliano Cory Carr.